# Rát
Rát (ukránul: Ратівці [Rativci], oroszul: Ратовцы [Ratovci], szlovákul: Rátovce) falu Ukrajnában, Kárpátalján, az Ungvári járásban.

## Fekvése
Ungvártól 12 km-re délre fekszik.

## Története
1284-ben említik először „Vrat” néven, ez a falu a mai Nagyrát településrésszel volt azonos. Kis- és Nagyrát ugyanis egykor külön községek voltak. A 15. században a Csapy, Eszenyi, Dobó és Pálóci családok birtokában állt. 1427-ben külön említik Kisrátot.
A 18. század végén Vályi András így ír róluk: „RÁT. Nagy Rát, és Kis Rát. Magyar faluk Ungvár Vármegyében; Nagy Rátnak földes Urai több Urak; Kis Rátnak pedig Ráth Uraság, lakosaik katolikusok, fekszenek Ungvárhoz mintegy két mértföldnyire; határbéli földgyeik jó termékenységűek, egyéb javaik is jelesek lévén, első osztálybéliek.”
Fényes Elek 1851-ben kiadott geográfiai szótárában így ír a falukról: „Ráth, (Kis- és Nagy), két egymás mellett fekvő helység, Ungh vármegyében, ut. p. Ungvárhoz délre 4 3/4 mfd., az első 114 romai, 40 g. kath., 535 ref., 31 zsidó; r. kath. és ref. anyatemplommal; a 2-ik 261 romai, 284 g. kath., 20 ref., 44 zsidó lak. Gabonájuk, szénájuk, fájuk elég. F. u. a Ráthy Gergely örökösei, és Berzeviczy s m.”
1910-ben még különálló települések voltak. A trianoni békéig mindkét település Ung vármegye Nagykaposi járásához tartozott. Ekkor Csehszlovákiához csatolták őket. 1938–44 között visszakerültek Magyarországhoz.
1945-ben Szovjetunióhoz csatolták a településeket. Később a két község egyesítésével keletkezett Rát falu. 1991 óta Ukrajna része.

## Népesség
- 1910-ben Kisrát-ot 599-en lakták, melyből 597 magyar volt; ebből 155 római katolikus, 81 görögkatolikus, 353 református volt. Nagyrátnak 606 lakosából 592 magyar, 8 német volt; ebből 292 római katolikus, 256 görögkatolikus, 37 református volt.
- 2010-ben Rát 1470 lakosából 1240 (80%) a magyar.

## Látnivalók
- Római katolikus temploma az egykori Kisrát 14. századi temploma, a 18. században átépítették. Falazott kerítés övezi.
- Református temploma 1786 és 1788 között épült, tornya 1823-ban készült el. 1864-ben átépítették.
- Görögkatolikus temploma 18. századi, a nagyráti részen áll.